# Agrochola teukyrana
Agrochola teukyrana är en fjärilsart som beskrevs av Emilio Turati 1924. Agrochola teukyrana ingår i släktet Agrochola och familjen nattflyn, Noctuidae. Inga underarter finns listade i Catalogue of Life.